# Ракша (Тамбовская область)
Ракша — село в Моршанском районе Тамбовской области России. Административный центр Ракшинского сельсовета.

## География
Село находится в 17 км к северо-западу от города Моршанск, административного центра района, и 91 км к северу от города Тамбов, административного центра области.

### Часовой пояс
Село Ракша, как и вся Тамбовская область, находится в часовой зоне МСК (московское время). Смещение применяемого времени относительно UTC составляет +3:00.

## История
Село основано на рубеже первой и второй половины XVII века. Впервые упомянуто в писцовой книге, составленной князем В. В. Кропоткиным в 1678 году. По данным переписи 1704 года в селе насчитывалось 254 двора. В конце XVIII века село вместе с крестьянами принадлежало генерал-майору Петру Осиповичу Глазову. В 1928—1963 годах являлось административным центром упразднённого Ракшинского района.

## Население
| 1959 | 2002  | 2010 |
| ---- | ----- | ---- |
| 1842 | ↘1050 | ↘810 |

### Национальный состав
Согласно результатам переписи 2002 года, в национальной структуре населения русские составляли 94 % из 1050 чел.

## Улицы
| - ул. Заречная, - ул. Лесная, - ул. Луговая, - ул. Набережная, | - ул. Садовая, - ул. Советская, - ул. Центральная. |

## Известные уроженцы
- Глазков, Василий Егорович (1925—1987) — советский военнослужащий, сержант, Герой Советского Союза.